# Cibotogaster walkeri
Cibotogaster walkeri är en tvåvingeart som beskrevs av James 1975. Cibotogaster walkeri ingår i släktet Cibotogaster och familjen vapenflugor. Inga underarter finns listade i Catalogue of Life.